# Roma Világkongresszus

A cigányok zászlaja

A világ cigányainak nemzetté válási folyamatában jelentős esemény volt az első Roma Világkongresszus, melyet néhány évenkénti rendszerességgel azóta is megrendeznek. A kongresszus a világ cigányainak alulról jövő, demokratikus és autonóm kezdeményezése, mely egyben a cigányok legmagasabb szintű érdekképviseleti testülete is. A szociális és politikai érdekképviselet mellett a kongresszus és testületei legfontosabb tevékenységi köre a cigány kulturális autonómia alapelveinek megfogalmazása, feltételrendszerének kidolgozása. Mind a kongresszust és döntéseit, mind pedig az általa életre hívott Nemzetközi Roma Szövetséget, mint végrehajtó testületet, az ENSZ és más nemzetközi szervezetek szuverénnek és legitimnek ismerik el.

## London, 1971
Az I. Roma Világkongresszusra 1971. április 8. és 12. között került sor. A szervezők India kormánya, és egyes pünkösdi-karizmatikus cigány közösségek kezdeményezésére az Egyházak Világtanácsa voltak. A kongresszusra 23 országból érkeztek a küldöttek, és a következő döntéseket hozták:
- A különböző cigány népcsoportok egymást kölcsönösen testvérként fogadják el, és ugyanazon nemzet tagjainak tekintik magukat.
- A földön élő különböző néven ismert cigány népcsoportok közös elnevezése, nemzetüknek a kongresszus által támogatott elnevezése a roma.
- Elfogadták a cigányok nemzeti jelképeit, a zászlót, a himnuszt és a jelmondatot.
- Megfogalmazták a cigány nyelv sztenderdizációjának, azaz egy sztenderd nyelvváltozat létrejöttének szükségességét, ennek létrejöttéig és ideiglenes jelleggel, a lovari dialektust fogadták el hivatalosnak.[1]
- Elfogadásra került ideiglenesen az első cigány ábécé, azzal az állásfoglalással, hogy ki kell alakítani a cigány írás végleges, általánosan alkalmazható formáját.

A kongresszuson létrehoztak öt bizottságot, melyek a további, több évenként megrendezésre kerülő világkongresszusok között folyamatosan tevékenykednek. Ezek a következők: szociális bizottság, gazdasági bizottság, porajmos bizottság (háborús bűnök kivizsgálásával és az áldozatok kárpótlásával foglalkozik), kulturális bizottság és nyelvi bizottság.
A kongresszus tiszteletére az ENSZ április 8-át a Roma kultúra világnapjává nyilvánította.

## Genf, 1978
A II. Roma Világkongresszuson 26 ország 126 küldötte vett részt. Megalakították a Nemzetközi Roma Szövetséget (közismerten: IRU), mely a Világkongresszust és általa a világ cigányait hivatott képviselni az olyan nemzetközi szervezetekben mint az ENSZ, UNESCO és az EBESZ. Az említett szervezetek mellett az IRU-t elismeri az Egyházak Világszervezete és a Vatikán is. Április 16-át, Charlie Chaplin születésnapját kinevezik a Roma Színészek Világnapjává. (Chaplin anyai nagyanyja cigány volt, valamint ő maga többször is nyilvánosan kiállt a cigányok jogai mellett.)

## Göttingen, 1981
A Németországban megrendezett III. Roma Világkongresszuson 28 ország több mint 600 küldötte és megfigyelője vett részt. Állásfoglalás született az indiai származás elismeréséről, valamint gyakorlati döntések születtek a porajmos kárpótlási ügyeiben.

## Serock, 1990
A lengyelországi IV. Roma Világkongresszuson 250 küldött vett részt. További lépések történtek a második világháborús kárpótlások ügyében, valamint feladatul tűzték ki egy cigány enciklopédia összeállítását. AZ 1971-es I. Roma Világkongresszus emlékére április 8-át hivatalosan is a cigányok nemzeti ünnepének kiáltották ki. Az IRU elnökének Rajko Djurićot választják meg.

## Prága, 2000
Az V. Roma Világkongresszuson Emil Ščukát, prágai cigány jogászt, a kommunista diktatúra csehszlovákiai bukásához vezető bársonyos forradalom egyik vezéralakját választják meg az IRU elnökének.

## Lanciano, 2004
Az olaszországi VI. Roma Világkongresszuson 39 ország több mint 200 küldötte vett részt. Fő téma a nők, gyermekek és családok helyzete volt. Az IRU elnökének a lengyelországi Stanisław Stankiewiczet választották meg.

## Zágráb, 2007
A horvátországi VII. Roma Világkongresszus fő témai az egészségügy, lakhatás és más szociális témák voltak.

## Cigány tematikájú összefoglaló szócikkek
- Cigány népcsoportok
- Cigány nyelv
- Cigányok
- Cigány nemzeti jelképek
- Cigány ünnepek